# Ramaria fistulosa
Ramaria fistulosa är en svampart som beskrevs av Corner 1966. Ramaria fistulosa ingår i släktet Ramaria och familjen Gomphaceae.   Inga underarter finns listade i Catalogue of Life.